# South East Atlantic Fisheries Organisation
La South East Atlantic Fisheries Organisation (SEAFO) est une organisation qui maintient des contrôles sur la pêche dans l'océan Atlantique Sud.